# Platonique
Platonique est une série télévisée française réalisée et écrite par Élie Girard et Camille Rosset.

## Synopsis
Malheureux en couple, Yann et Elsa quittent leurs conjoints respectifs pour s'installer ensemble en toute amitié. A 35 ans, les deux meilleurs amis se retrouvent en coloc. Mais c'est sans compter leurs enfants qui débarquent une semaine sur deux.

## Distribution
- Camille Rutherford : Elsa
- Maxence Tual : Yann
- Joséphine de Meaux : Karen
- Baptiste Lecaplain : Maxime
- Allison Chassagne : Elo
- Yves-Edgar Monnou : Quentin
- Vincent Heneine : Samir
- Claire Dumas : Nora
- Alexandre Kominek : Malo

### Fiche technique
Sauf indication contraire, les informations mentionnées dans cette section peuvent être confirmées par les bases de données cinématographiques IMDb et Allociné,  présentes dans la section « Liens externes ».
- Scénario : Élie Girard, Camille Rosset
- Costumes : Céline Brelaud
- Photographie : Antoine Parouty
- Montage : Guillaume Lauras, Laurence Bawedin, Yohan Granara
- Pays de production :  France
- Langue originale : français
- Format : couleur